# Mordellistena mellissiana
Mordellistena mellissiana es una especie de coleóptero de la familia Mordellidae.

## Distribución geográfica
Habita en la isla de Santa Helena.